# 佐那河内郵便局
佐那河内郵便局（さなごうちゆうびんきょく）は、徳島県名東郡佐那河内村にある郵便局。民営化前の分類では集配特定郵便局であった（現在は集配機能を廃止）。

## 概要
住所：〒771-4101 徳島県名東郡佐那河内村下高樋41－6

## 沿革
- 1920年（大正9年）6月11日 - 開設。
- 2005年（平成17年）10月1日 - 井開簡易郵便局（62727）の一時閉鎖に伴い、取扱事務を承継。
- 2007年（平成19年）10月1日 - 民営化に伴い、併設された郵便事業徳島支店佐那河内集配センターに一部業務を移管。
- 2012年（平成24年）10月1日 - 日本郵便株式会社発足に伴い、郵便事業徳島支店佐那河内集配センターを佐那河内郵便局に統合。
- 2015年（平成27年）2月23日 - 多家良郵便局へ集配業務を移管、無集配局となる。郵便番号を771-4199から771-4101に変更。

## 取扱内容
- 郵便、印紙、ゆうパック、内容証明
- 貯金、為替、振替、振込、国債
- 生命保険、バイク自賠責保険
- 郵便局のみまもりサービス
- 地方公共団体事務（受託窓口事務(受託販売事務)の内容：佐那河内村ごみ袋の販売）（宝くじ：宝くじの販売）
- ゆうちょ銀行ATM

## 風景印
- 図柄は大川原高原ヒルトップハウスとスダチとシャクナゲ。局名表記は「徳島・佐那河内」
- 使用開始日は

## 周辺
- 佐那河内村保健センター
- 産直市＆ギャラリーカフェ「佐那の里」
- 園瀬川
- 国道438号

## アクセス
- JR高徳線牟岐線 徳島駅下車。バス分。
- 徳島バス 高樋停留所下車。
- 国道438号沿い
- 駐車場:2台